# 이백천
이백천(李白川)은 1950년대 말부터 현재까지 한국 가요 역사의 산증인이자, 일세를 풍미한 포크음악의 이론적 스승이었다.

## 생애
황해도 예성강 하구 배천에서 7남매 중 셋째로 태어났다.
해군 군악대 경험을 바탕으로 주한미군부대 클럽에서 58년부터 1964년 이른봄까지 에이톤(A Tone)이란 악단으로 활동했다.
- 1933년 황해도 백천읍 출생
- 1958년 서울대 영문과 졸
- 1964~70년 동양방송 PD
- 1986 아시안게임, 88 올림픽 대중예술분야 전문위원
- 1993~97년 KBS 시청자위원회 위원
- 1998년 씨네포럼 대표